# Gregory Nelson
Gregory Nelson (ur. 31 stycznia 1988 w Amsterdamie) – holenderski piłkarz, grający na pozycji napastnika.

## Kariera klubowa
Wychowanek klubu AZ Alkmaar, w którym w 2007 rozpoczął karierę piłkarską. Na początku 2009 został wypożyczony do RBC Roosendaal, który 11 czerwca 2009 wykupił jego transfer. Nelson bronił barw RBC do 11 stycznia 2010. Potem 6 miesięcy piłkarz poszukiwał klub, po czym w czerwcu 2010 podpisał kontrakt z bułgarskim CSKA Sofia. 11 stycznia 2012 przeniósł się na 3,5 lata do ukraińskiego Metałurha Donieck. W lipcu 2015 po rozformowaniu Metałurha opuścił doniecki klub.